# Koyaanisqatsi
Koyaanisqatsi je filmová esej, která se zabývá vztahem člověka a moderní technologie, civilizace.
Film byl natočen v roce 1983 americkým režisérem Godfreyem Reggiem. Hudbu k filmu zkomponoval Philip Glass. Jako kameraman se na filmu podílel Ron Fricke, který později proslul svým podílem na filmu Baraka.
Film je považován z řemeslného hlediska za revoluční, protože se soustředí pouze na obraz a hudbu, neobsahuje žádné mluvené slovo. Vyniká nezvyklými úhly záběru, často používá zpomalených a zrychlených záběrů, čímž mnohdy umocňuje působnost scény. Hudba je úzce propojena se scénářem a střihem, patrná je především souhra střihu a rytmu. Vzniklo tak nadčasové dílo, které přesně vypovídá o stavu naší civilizace.
Film je prvotinou a zároveň prvním dílem z trilogie. Na tento snímek pak navazují filmy Powaqqatsi (1988) a Naqoyqatsi (2002). Vzniklo také několik filmů, které jsou založeny na podobných principech, či přímo inspirovány, například Microcosmos (1996), Ptačí svět (2001) nebo Anima Mundi (1991). Režisér natáčel už v roce 1974, ale tvorba zabrala dlouhých 9 let. Film trvá 87 minut.
Koyaanisqatsi znamená v jazyce Indiánů kmene Hopi „život vyvedený z rovnováhy“, či „život volající po změně“… První zmíněný význam je i podtitulem tohoto filmu.